# یاکوب تیتکه
یاکوب تیتکه (آلمانی: Jakob Tiedtke؛ ۲۳ ژوئن ۱۸۷۵ – ۳۰ ژوئن ۱۹۶۰) یک هنرپیشه اهل آلمان بود. وی بین سال‌های ۱۹۱۴ تا ۱۹۵۵ میلادی فعالیت می‌کرد.
از فیلم‌ها یا برنامه‌های تلویزیونی که وی در آن نقش داشته است می‌توان به عروسک، روبرت کخ، زوس یهودی، گولم، تبعید، شعله، تاجر ونیزی اشاره کرد.